# Новоильинское (Пермский край)
Новоильинское — село в Пермском районе Пермского края. Входит в состав Заболотского сельского поселения.

## Географическое положение
Расположено на реке Ежевка примерно в 19 км к юго-западу от административного центра поселения, деревни Горшки, и в 60 км к юго-западу от центра города Перми.

## Население
| 2010 |
| ---- |
| 108  |

## Улицы[2]
- Гоголя ул.
- Зелёная ул.
- Лесная ул.
- Прикамская ул.
- Речная ул.
- Центральная ул.

## Топографические карты
- Лист карты O-40-76 Юго-камский. Масштаб: 1 : 100 000. Состояние местности на 1983 год. Издание 1984 г.